# Aljoscha Brell
Aljoscha Brell (* 1980 in Wesel) ist ein deutscher Schriftsteller und Manager.

## Leben
Brell hat in Berlin Philosophie und Neue Deutsche Literatur studiert. Er ist verheiratet und hat zwei Kinder.
Sein Debütroman Kress erschien 2015 im Ullstein Verlag und wurde durchweg gut besprochen. „Kress, das ist kein dahergelaufener Großstadteinfall, kein abgegriffener Rollenprosaist im vorhersehbaren Weltschmerzbademantel. Die Anziehung, die von ihm ausgeht, ist die des heroischen Sonderlings.“ (Simon Strauss in der Frankfurter Allgemeinen Zeitung)
Von Januar 2019 bis Juli 2020 war Brell Geschäftsführer der Berliner Newsroom GmbH, die als Dienstleister die Inhalte der Zeitungen des Berliner Verlags erstellt.